# Arvada
Arvada és una població dels Estats Units a l'estat de Colorado. Segons el cens del 2009 tenia 108.172 habitants.

## Demografia
Segons el cens del 2000, Arvada tenia 102.153 habitants, 39.019 habitatges, i 27.742 famílies. La densitat de població era de 1.207,6 habitants per km².
Dels 39.019 habitatges en un 34,2% hi vivien nens de menys de 18 anys, en un 57,5% hi vivien parelles casades, en un 9,7% dones solteres, i en un 28,9% no eren unitats familiars. En el 23,1% dels habitatges hi vivien persones soles el 7,7% de les quals corresponia a persones de 65 anys o més que vivien soles. El nombre mitjà de persones vivint en cada habitatge era de 2,6 i el nombre mitjà de persones que vivien en cada família era de 3,07.
Per edats la població es repartia de la següent manera: un 26,2% tenia menys de 18 anys, un 7,8% entre 18 i 24, un 30,4% entre 25 i 44, un 24,9% de 45 a 60 i un 10,7% 65 anys o més.
L'edat mediana era de 37 anys. Per cada 100 dones de 18 o més anys hi havia 92,9 homes.
La renda mediana per habitatge era de 55.541 $ i la renda mediana per família de 63.273 $. Els homes tenien una renda mediana de 42.126 $ mentre que les dones 30.802 $. La renda per capita de la població era de 24.679 $. Entorn del 3,5% de les famílies i el 5,2% de la població estaven per davall del llindar de pobresa.

## Poblacions més properes
El següent diagrama mostra les poblacions més properes.